# كأس شمال مقدونيا 2006–07
كأس شمال مقدونيا 2006–07 هو موسم من كأس مقدونيا. كان عدد الأندية المشاركة فيه 32، وفاز فيه نادي فاردار.